# Willi Blöß

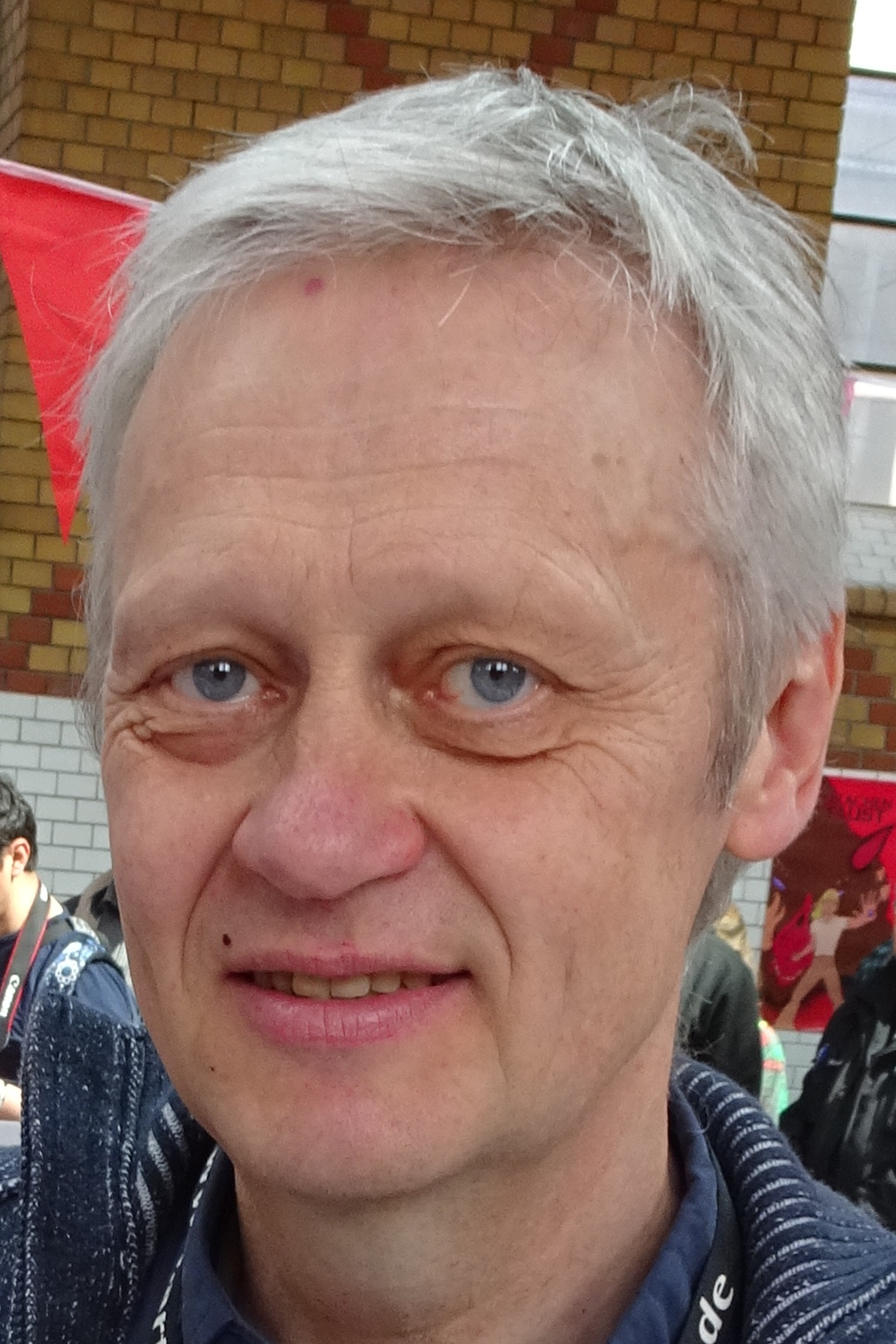
Willi Blöss
auf der Comiciade 2018 in Aachen

Willi Blöß (* 12. Oktober 1958 in Myhl) ist ein deutscher Comicautor, Illustrator und Cartoonist.

## Leben

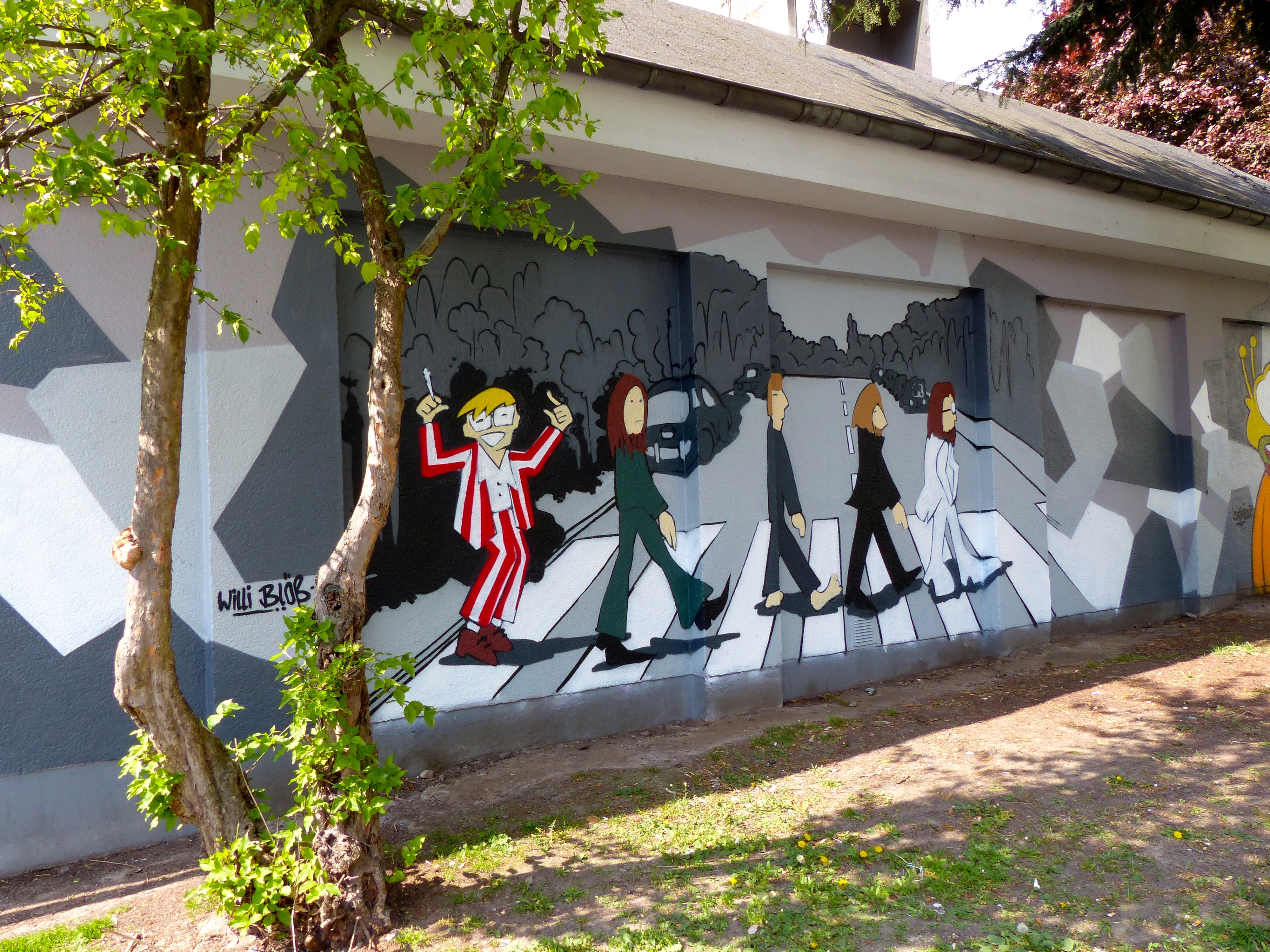
Wandbild zur Comiciade 2014 in Aachen (Blücherplatz).

Willi Blöß studierte Architektur von 1980 bis 1985 an der RWTH Aachen. Seit dem erfolgreichen Abschluss ist er u. a. als freiberuflicher Illustrator tätig.
Neben seiner Arbeit für Werbeagenturen und Verlage illustrierte er zahlreiche Comics. Von 1987 bis 1991 war er Übersetzer beim Verlag Schreiber & Leser. Von 1987 bis 1992 brachte er das Comicmagazin OUTSIDE mit deutschen und französischen Nachwuchszeichnern als Herausgeber und mit eigener Cartoonserie heraus. Das Magazin erschien mit insgesamt 21 Ausgaben. Von 1992 bis 1996 war er Comicrezensent für die Tageszeitung Aachener Nachrichten mit einer eigenen ganzen, monatlichen Seite. In der Zeit von 1993 bis 1996 war er Lehrbeauftragter für Grafisches Erzählen an der Fachhochschule Aachen.
C&A warb mit einem gelben Hund mit roten Punkten, welcher den Namen Schnuppi hatte und von dem Designer Jimmy T. Murakami im Mai 1976 in Irland entwickelt worden war. Das Modehaus warb mit ihm bis in die 1990er-Jahre („Schnupperpreise bei C&A“). Der Schnupperhund spielte auch die Hauptrolle in einer Reihe von Werbecomics unter dem Titel Schnuppis Abenteuer, die von Willi Blöß – zusammen mit Thomas Henseler – geschrieben und illustriert wurden. Daneben gab es andere Werbeartikel wie Kuscheltiere und Plastikfiguren, die ebenfalls von Blöß und Henseler designed wurden.
Seit dem Jahr 2000 konzentriert Willi Blöß sich ausschließlich auf den Aufbau seiner Serie mit Künstler-Comic-Biografien. Seitdem erscheint etwa alle 6 bis 8 Monate ein neues Werk (Stand Dezember 2023: 43 Bände). Von Blöß getextet, gezeichnet (bei 6 Titeln Zusammenarbeit mit Gastzeichnern) und im Willi Blöß Verlag (Familienbetrieb mit Ehefrau Beatriz López-Caparrós) herausgegeben. 2002 wurden die ersten fünf Titel der Reihe als Mini-Graphic-Novels veröffentlicht. Einige Titel erscheinen auch – in die jeweilige Landessprache übersetzt – in den Vereinigten Staaten und Spanien (beim Verlag Sd-edicions). Im Jahr 2011 nahm er mit seinem Verlag und der Ausgabe über Frida Kahlo am Gratis-Comic-Tag teil.
Im April 2014 nahm Blöß an der ersten Comiciade im Ludwig Forum für Internationale Kunst in Aachen teil.
Im Jahr 2018 wurden die Bände über Joseph Beuys und Nam June Paik anlässlich der Ausstellung Lettres du Voyant: Joseph Beuys x Nam June Paik im HOW Art Museum in Shanghai ins Chinesische übersetzt und vor Ort vom Museum angeboten. Zeitgleich wurden die kompletten Hefte in Lese-Schaukästen vor dem Museum für die Öffentlichkeit präsentiert.
Im Jahr 2019 erschien der Band über Keith Haring anlässlich zweier Ausstellungen in der Stadt Luxemburg in Englischer Sprache (NEXT STOP: ART). Die eine Ausstellung ist in der Bank Degroof Petercam, die andere in einer Kunstgalerie.
Die Bände über Andy Warhol, Keith Haring, Edvard Munch, Yayoi Kusama, Frida Kahlo und Caspar David Friedrich liegen in englischer Sprache vor.
Blöß lebt und arbeitet seit 1979 in Aachen.

## Ausstellungen (Auswahl)
- 2012: Künstler-Biografien im Eschweiler Talbahnhof[5]
- 2017: Gemeinschaftsausstellung: Neue Wege zur Kunst im Eschweiler Talbahnhof
- 2021: „Dürer, Tod und Teufel“ – Eine Comic-Biografie von Willi Blöss – im Internationalen Zeitungsmuseum, Aachen[6]
- 2021: Alte Kongresshalle auf dem Comicfestival München[7]
- 2021/22: UNVERÖFFENTLICHT – Die Comicszene packt aus! Strips and Stories – von Wilhelm Busch bis Flix, Ausstellung in der Ludwig Galerie Schloss Oberhausen

## Auszeichnungen und Ehrungen (Auswahl)
- 2012: Deutscher Biographiepreis für seine Biografie-Reihe[8]

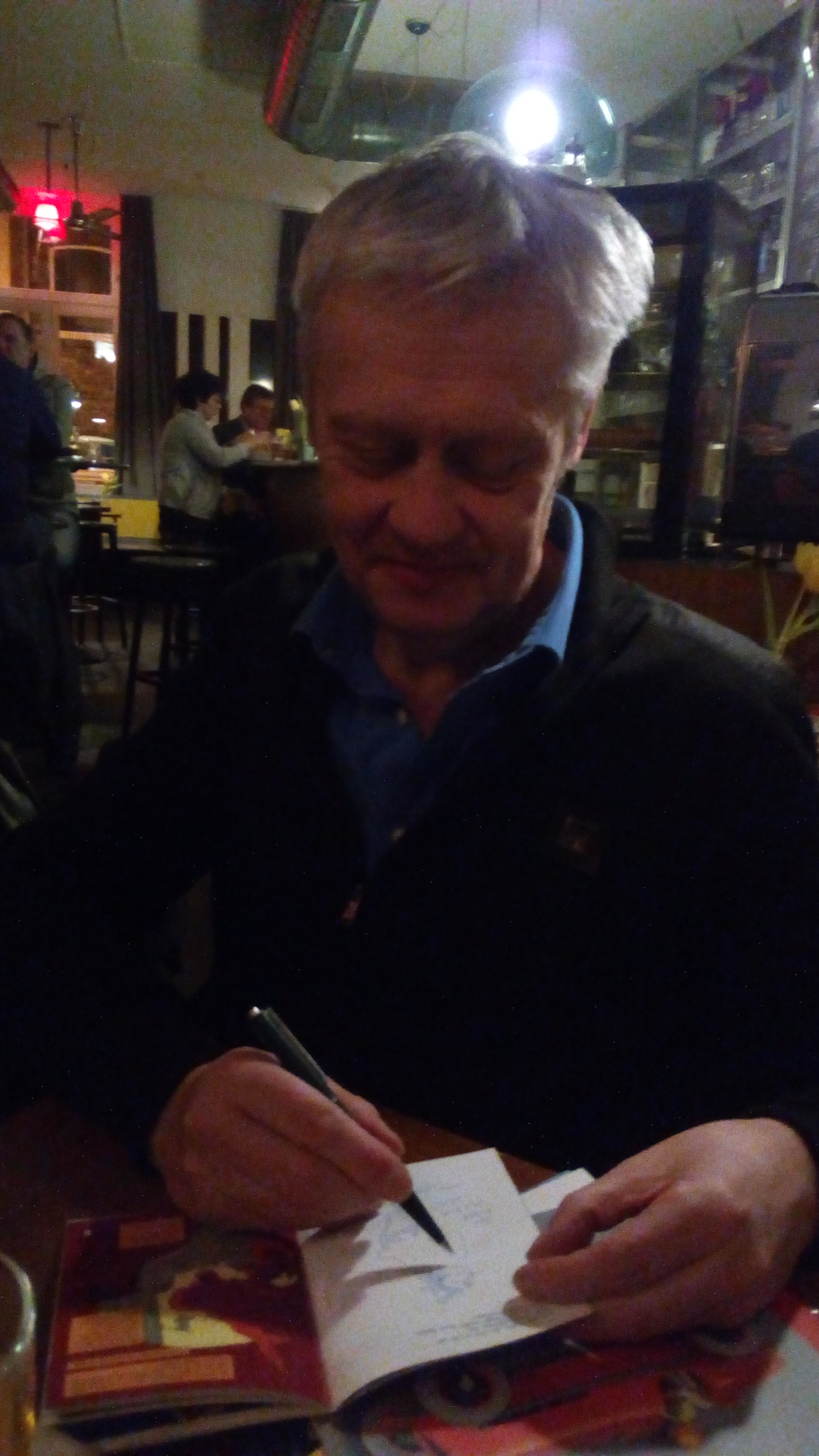
Willi Blöß im Februar 2019

## Veröffentlichungen (Auswahl)
- Aix war einmal … Sagen- und Märchencomics aus Aachen. Aachen 1994, ISBN 3-9801981-0-3.
- Aachen: Die Geschichte einer großen Stadt. Aachen 2013, ISBN 978-3-86712-082-1.
- Das Biest vom Grabbeplatz. Der Comic zur 300-jährigen Geschichte der Kunsthalle Düsseldorf, zusammen mit Dana Bergmann, Katharina Bruns und Gregor Jansen,  Buchhandlung Walther König, 2021, ISBN 978-3-96098-986-8.
- Künstler-Biografien. Aachen ab 2002.
  - Band 1: Pablo Picasso, Ich, der König. ISBN 978-3-938182-06-2.
  - Band 2: Andy Warhol, Die Fabrik. ISBN 978-3-938182-05-5.
  - Band 3: Joseph Beuys, Der lächelnde Schamane. Zeichnungen: Bernd Jünger, ISBN 978-3-938182-03-1.
  - Band 4: Vincent van Gogh, Rabenjagd. ISBN 978-3-938182-07-9.
  - Band 5: Hieronymus Bosch, Teufelswerk. ISBN 978-3-938182-20-8.
  - Band 6: Frida Kahlo, Viva Mexico. ISBN 978-3-938182-00-0.
  - Band 7: Niki de Saint Phalle, Nanas und Papas. ISBN 978-3-938182-01-7.
  - Band 8: Keith Haring: Nächste Haltestelle: Kunst. ISBN 978-3-938182-02-4.
  - Band 9: Salvador Dalí, Die Paranoia-Methode. ISBN 978-3-938182-08-6.
  - Band 10: Egon Schiele, In Wien ist Schatten. ISBN 978-3-938182-09-3.
  - Band 11: Otmar Alt, Graf Öppenpöller gibt sich die Ehre. ISBN 978-3-938182-10-9.
  - Band 12: Horst Janssen, Messerwetzel. ISBN 978-3-938182-11-6.
  - Band 13: Nam June Paik. Electric warrior. ISBN 978-3-938182-12-3.
  - Band 14: Der Blaue Reiter, Münchner Gespann. ISBN 978-3-938182-13-0.
  - Band 15: George Grosz, Der Krawall der Irren. ISBN 978-3-938182-14-7.
  - Band 16: Klaus Staeck, Schluss mit lustig. ISBN 978-3-938182-15-4.
  - Band 17: Romantik, William Turner und Caspar David Friedrich. ISBN 978-3-938182-16-1.
  - Band 18: Paula Modersohn-Becker, Worpswede. ISBN 978-3-938182-21-5.
  - Band 19: Hundertwasser. ISBN 978-3-938182-23-9.
  - Band 20: Gustav Klimt und der Jugendstil. ISBN 978-3-938182-24-6.
  - Band 21: Am Pool mit David Hockney. ISBN 978-3-938182-25-3.
  - Band 22: Edward Hopper, Nighthawks. ISBN 978-3-938182-26-0.
  - Band 23: Die Kriege des Robert Capa. ISBN 978-3-938182-27-7.
  - Band 24: Peter Paul Rubens. ISBN 978-3-938182-28-4.
  - Band 25: Magritte und die Tote aus dem Fluss. ISBN 978-3-938182-29-1.
  - Band 26: Camille Claudel trifft Auguste Rodin. ISBN 978-3-938182-30-7.
  - Band 27: Wilhelm Busch lässt es krachen. ISBN 978-3-938182-32-1.
  - Band 28: Rembrandt, Der Mann ohne Goldhelm. ISBN 978-3-938182-34-5.
  - Band 29: Ernst Ludwig Kirchner, Die Brücke. ISBN 978-3-938182-35-2.
  - Band 30: Dürer, Tod und Teufel. ISBN 978-3-938182-36-9.
  - Band 31: Tamara de Lempicka, Art Déco im Cabrio. ISBN 978-3-938182-37-6.
  - Band 32: Goya, Wenn die Vernunft schläft. ISBN 978-3-938182-39-0.
  - Band 33: Edvard Munch Der Schrei ISBN 978-3-938182-40-6.
  - Band 34: Claude Monet – Die Erfindung des Impressionismus ISBN 978-3-938182-41-3.
  - Band 35: Gauguin – Südseeträume ISBN 978-3-938182-42-0.
  - Band 36: Peggy Guggenheim – Die Sammlerin ISBN 978-3-938182-43-7.
  - Band 37: Amedeo Modigliani – No ... Si. ISBN 978-3-938182-44-4.
  - Band 38: Artemisia Gentileschi – Die neue Frau ISBN 978-3-938182-49-9.
  - Band 39: Frans Masereel – Schwarz auf Weiß ISBN 978-3-938182-46-8.
  - Band 40: Yayoi Kusama – Dotty ISBN 978-3-938182-47-5.
  - Band 41: Caspar David Friedrich – Allein ISBN 978-3-938182-48-2.
  - Band 42: Hans Holbein der Jüngere – Der mit dem Tod tanzt ISBN 978-3-938182-48-2.
  - Band 43: Frank Lloyd Wright – Der Architekt über dem Wasserfall ISBN 978-3-938182-50-5.
  - Band 44: Marina Abramović – Body Art ISBN 978-3-938182-51-2.
  - Band 45: Louise Bourgeois – Die Spinnenfrau ISBN 978-3-938182-57-4.
  - Band 46: Lyonel Feininger – Der Überschreiter ISBN 978-3-938182-59-8.